# Ferdinand Terris
Ferdinand Terris (* 27. April 1824 in Bonnieux; † 8. April 1885 in Fréjus) war ein französischer römisch-katholischer Geistlicher und Bischof.

## Leben und Karriere

### Der Priester
Joseph-Sébastien-Ferdinand Terris entstammte einer Familie mit Wurzeln in Irland und in Florenz. Er durchlief Schulen in Avignon und das Priesterseminar Saint-Sulpice in Paris. 1847 wurde er zum Priester geweiht, war Kaplan, ab 1858 Pfarrer in Cavaillon und ab 1867 Pfarrer der Kathedralkirche St-Siffrein in Carpentras.

### Bischof von Fréjus
Von 1876 bis 1885 war Terris Bischof von Fréjus, wo er erhebliche Aktivität entwickelte und von der zunehmend kirchenfeindlichen Staatsmacht (Prozessionsverbot, Aufhebung des kirchlichen Kommunalschulwesens, Wehrpflicht für die Seminaristen) als Gegner empfunden wurde. 1878 war er Mitkonsekrator, als in der Kathedrale von Fréjus Mathieu-Victor Balaïn zum Bischof von Nizza geweiht wurde. Er starb 1885 nach einjähriger Krankheit im Alter von 60 Jahren und wurde in der Kathedrale von Fréjus beigesetzt.

### Wahlspruch und Ehrungen
De Terris‘ bischöflicher Wahlspruch lautete: Nocte ac die  (Tag und Nacht). 1877 ernannte ihn Papst Pius IX. zum Päpstlichen Thronassistenten und verlieh ihm die römische Grafenwürde.

## Werke
- Le Saint mors de Carpentras et son reliquaire. Carpentras 1874, 1897.
- Acta et decreta primae synodi dioecesanae Forojulii habitae. Forojulii 1881.